# 帶斑狼綿鳚
帶斑狼綿鳚，為輻鰭魚綱鱸形目绵鳚亞目绵鳚科的其中一種，分布於西北太平洋區的日本及鄂霍次克海海域，屬底棲性魚類，棲息深度在水深32至595公尺，體長可達56公分。

## 扩展阅读
維基物種上的相關：帶斑狼綿鳚